# 梟の左源太
梟の左源太（ふくろうのさげんた）は、TBS系列の時代劇『水戸黄門 第13部』に準レギュラーとして登場する架空の忍者である。配役は三浦浩一。

## 設定・横顔
初代風車の弥七（中谷一郎）の兄・弥平次（武藤英司）の息子である。梟の術の達人であり、そこから弥七に見破られる。
尾張徳川家に恨みを持つ島ヶ原の忍者・平岩一族の一味として、尾張家を陥れようと暗躍する。自ら将軍徳川綱吉の行列に発砲したり、綱吉の放った隠密を殺害したりする。やがて叔父の弥七と対立することになる。水戸老公一行が尾張へ向かうと知り、一味を出し抜いて自ら弥七の後を追う。他のシリーズでも見られた刺客のように、悪人と手を組んで水戸老公の命を狙う。一方で、平岩一族の首領である老婆・麻（任田多岐）とその息子・新兵衛（岸田森）の娘、由美（白坂紀子）が気の毒な娘を装って水戸老公一行に加わる。老公一行自身が刺客とともに旅をするという、異例のケースとなった。
水戸老公を仕留めた（実はその時の老公は弥七の変装）のちに平岩一族から裏切られ、弥七らに助けられる。その後、麻・新兵衛一味は、光圀一行と尾張藩主・徳川綱誠らの鉄砲隊に追い詰められ、由美の助命を嘆願して自爆する。
その後、左源太は、由美を伊賀の里に送り届け、水戸老公一行の後を追う。ただし、実際に登場するのは、第22話と最終話（第26話）のみであった。
最終話で、左源太は伊賀の里に帰る。その後のシリーズで消息が取り沙汰されたことはなく、伊賀あるいは名張の場面が出てきても左源太と由美は登場しない。